# Campo (Colorado)
Campo és una població dels Estats Units a l'estat de Colorado. Segons el cens del 2000 tenia 150 habitants.

## Demografia
Segons el cens del 2000, Campo tenia 150 habitants, 55 habitatges, i 44 famílies. La densitat de població era de 413,7 habitants per km².
Dels 55 habitatges en un 40% hi vivien nens de menys de 18 anys, en un 70,9% hi vivien parelles casades, en un 5,5% dones solteres, i en un 20% no eren unitats familiars. En el 18,2% dels habitatges hi vivien persones soles el 10,9% de les quals corresponia a persones de 65 anys o més que vivien soles. El nombre mitjà de persones vivint en cada habitatge era de 2,73 i el nombre mitjà de persones que vivien en cada família era de 3,11.
Per edats la població es repartia de la següent manera: un 30,7% tenia menys de 18 anys, un 4,7% entre 18 i 24, un 25,3% entre 25 i 44, un 22,7% de 45 a 60 i un 16,7% 65 anys o més.
L'edat mediana era de 38 anys. Per cada 100 dones de 18 o més anys hi havia 92,6 homes.
La renda mediana per habitatge era de 20.875 $ i la renda mediana per família de 21.375 $. Els homes tenien una renda mediana de 19.167 $ mentre que les dones 19.375 $. La renda per capita de la població era de 7.818 $. Entorn del 33,3% de les famílies i el 45,6% de la població estaven per davall del llindar de pobresa.

## Poblacions més properes
El següent diagrama mostra les poblacions més properes.